# 弗拉察峰

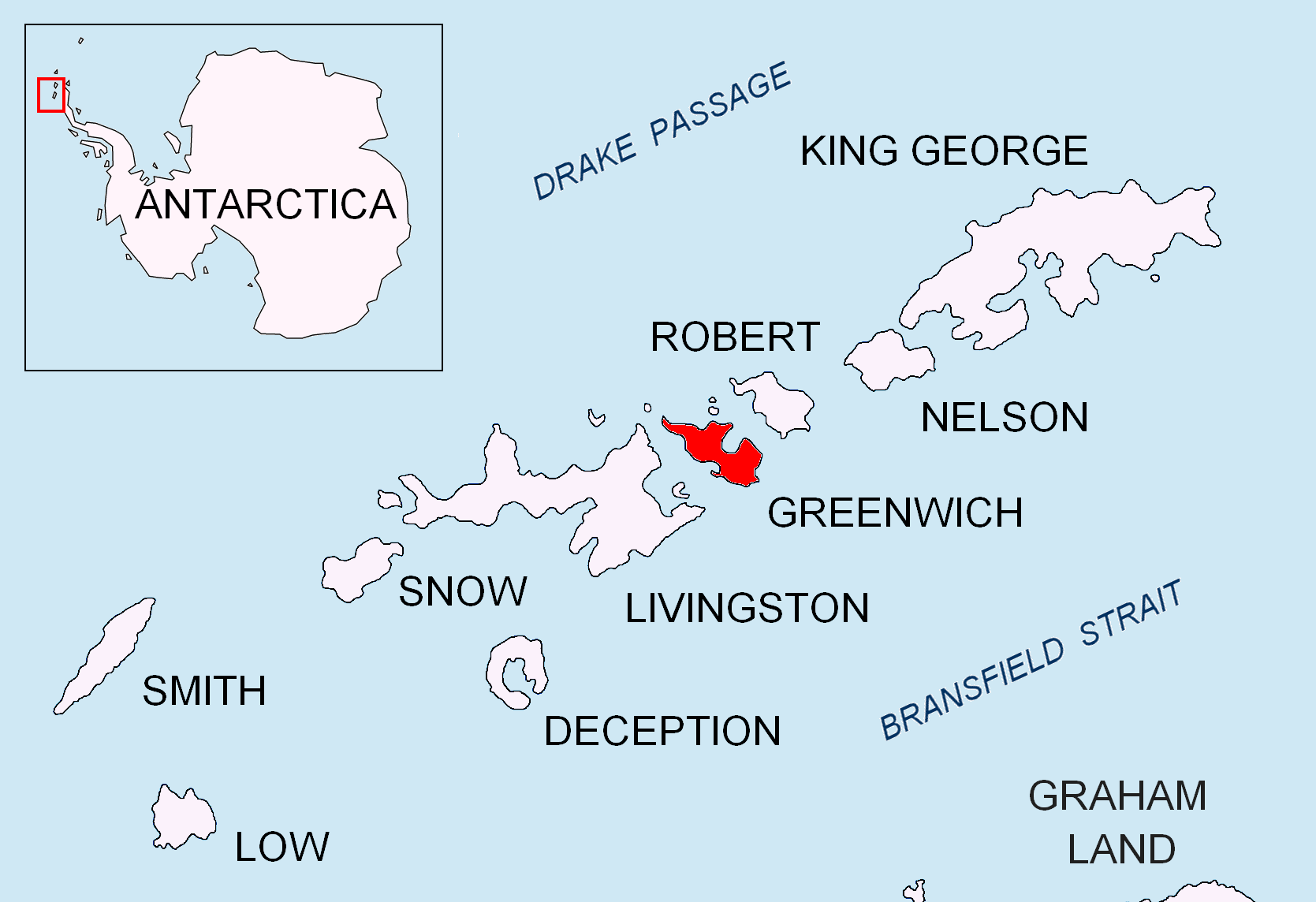

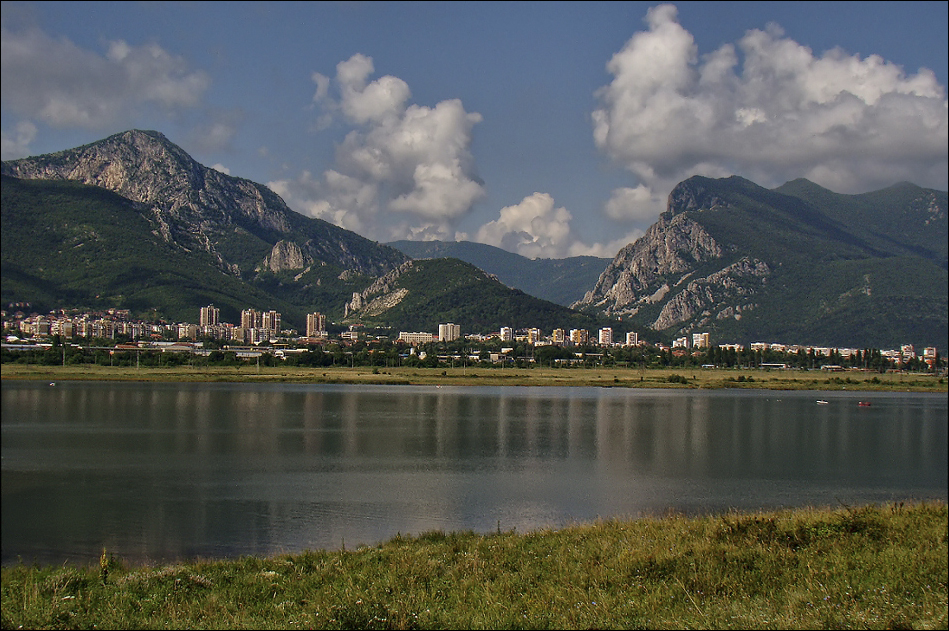

弗拉察峰是南極洲的山峰，位於南設得蘭群島格林尼治島的布雷茲尼克高地，處於維斯基亞爾嶺以東1.14公里、柳蒂察冰原島峰以南11公里、基普里安峰以西154公里，海拔高度470米，以保加利亞西北部城市弗拉察命名。

## 外部連結
- SCAR Composite Antarctic Gazetteer（页面存档备份，存于）.